# Moračko Trebaljevo
Moračko Trebaljevo (en serbe cyrillique : Морачко Требаљево) est un village du centre du Monténégro, dans la municipalité de Kolašin.

## Démographie

### Évolution historique de la population
| 1948 | 1953 | 1961 | 1971 | 1981 | 1991 | 2003 |
| ---- | ---- | ---- | ---- | ---- | ---- | ---- |
| 217  | 219  | 165  | 134  | 108  | 104  | 86   |